# Claus Wendt
Claus Wendt (* 1968) ist ein deutscher Soziologe.

## Biografie
Wendt studierte von 1991 bis 1996 Politische Wissenschaft, Volkswirtschaftslehre und Soziologie im Magisterstudiengang an der Universität Heidelberg.
Von 1997 bis 2000 war Wendt Wissenschaftlicher Mitarbeiter in einem Projekt des 4. EU Rahmenprogramms „Family and Welfare State in Europe“ an den Universitäten Mannheim und Roskilde und der Österreichischen Akademie der Wissenschaften. Bis 2003 promovierte er in Soziologie an der Universität Heidelberg mit einem Vergleich der Gesundheitssysteme von Deutschland, Österreich, Dänemark und Großbritannien. Anschließend hatte er eine Postdoktorandenstelle am Bremer Sonderforschungsbereich in dem Projekt „Wandel der Staatlichkeit in Gesundheitssystemen“ inne und war Senior Research Fellow und Projektleiter am Mannheimer Zentrum für Europäische Sozialforschung. In den Jahren 2008 und 2009 war er John F. Kennedy Memorial Fellow am Center for European Studies der Harvard University und Harkness/Bosch Fellow in Health Policy & Practice an der Harvard School of Public Health. 2009 wurde Wendt zum Professor für Soziologie an der Universität Siegen berufen und leitet dort den Lehrstuhl für Soziologie der Gesundheit und des Gesundheitssystems.

## Schriften
- Hrsg. zusammen mit Ted Marmor: Reforming Healthcare Systems. Zwei Bände. Edward Elgar Publishing, Northampton, MA 2011, ISBN 978-1-84844-345-7.
- zusammen mit Monika Mischke und Michaela Pfeifer: Welfare States and Public Opinion: Perceptions of Healthcare Systems, Family Policy and Benefits for the Unemployed and Poor in Europe. Edward Elgar Publishing, Northampton, MA 2011, ISBN 978-1-84844-806-3.
- zusammen mit Heinz Rothgang, Mirella Cacace, Lorraine Frisina, Simone Grimmeisen, Achim Schmid: The State and Healthcare. Comparing OECD Countries. Palgrave Macmillan, Basingstoke 2010, ISBN 978-0-230-00548-8.
- Krankenversicherung oder Gesundheitsversorgung? Die Gesundheitssysteme von Deutschland, Österreich, Dänemark und Großbritannien im Vergleich. 2. vollständig überarbeitete Auflage. VS-Verlag, Wiesbaden 2009, ISBN 978-3-531-15918-8.